# Економіка Мальти
Економіка Мальти підпорядкована зовнішній торгівлі, суднобудуванню, текстилю, а також туризму. У країні збереглися старовинні художні ремесла. Продовольство переважно імпортується, оскільки сільське господарство відіграє незначну роль. На Мальті вирощують ранню картоплю, овочі, персики, полуниці, виноград, цитрусові, інжир, оливки тощо. Країна забезпечує себе продовольством лише на 20 %. Основним природним ресурсом є вапняк. Розвинена текстильна промисловість, а також електронно-складальні виробництва розвинені на Мальті. Франція, США, Німеччина, Італія, Велика Британія є основними торговими партнерами.

## Промисловість Мальти
Промисловість Мальти представлена туризмом, суднобудуванням, скляною, легкою та харчовою промисловістю.

### Туризм
Туризм є головною галуззю економіки Мальти. З кожним роком зростає кількість туристів, які відвідують країну. Одним із найбільших світових центрів вивчення англійської мови є Мальта. Багата культура, привітні люди, смачна кухня, демократичні ціни, хороші умови — ця країна варта того, щоб приїздити туди не один раз.

### Скляна промисловість
Виробами ручної роботи з різнокольорового скла відома Мальта. Всього за декілька хвилин, у цеху, розташованому поруч з торговими залами, майстри в зможуть виготовити маленьку вазу або невеликого кролика. За ціною виробника можна придбати різний посуд, вази, фігурки тварин, птахів, «спляча жінка» (Мальтійська Венера), квіти, магнітики, облицювальну плитку, біжутерію, світильники, годинник, рамки для фотографій. Сувенірні ринки Мальти дуже популярні серед туристів. Ринки складаються з безлічі павільйончиків, де можна купити вироби народних мальтійських промислів.

### Суднобудування
Ремонт суден, а також їх будівництво приносять значний прибуток країні. Найбільші доки на Середземному морі належать Мальті. Головний морський порт — Валлетта.

### Харчова промисловість
Мальта виробляє тільки близько 20 % від потрібної кількості харчової продукції, має обмежені запаси питної води. Для приготування страв Мальтійської кухні використовують сезонні продукти і дари моря, які у всьому своєму різноманітті представлені на рибних ринках і в магазинах. Вина недорогі, багато сортів вирізняються хорошою якістю.

### Азартні ігри
Азартні ігри на Мальті — сфера мальтійської економіки, що є легальною й контролюється державою. За регулювання цієї сфери відповідає Malta Gaming Authority (MGA). Мальта вважається країною з найменш суворим законодавством щодо азартних ігор.